# Майдановка (Житомирская область)
Майдановка (укр. Майданівка) — село на Украине, основано в 1961 году, находится в Коростенской городской общине Житомирской области.
Код КОАТУУ — 1822385604. Население по переписи 2001 года составляет 155 человек. Почтовый индекс — 11545. Телефонный код — 4142. Занимает площадь 0,614 км².

## Галерея

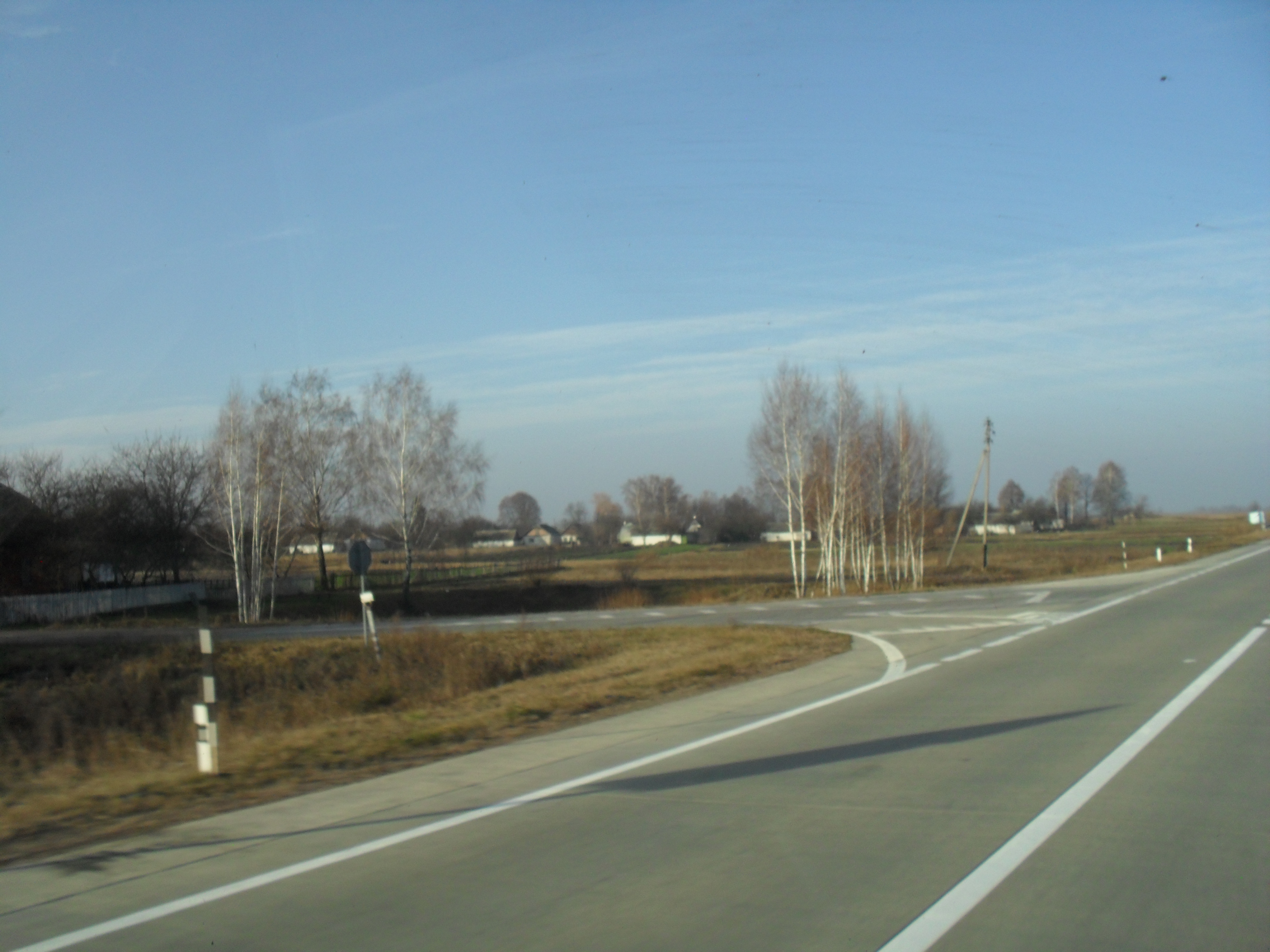
Вид на село с автотрассы
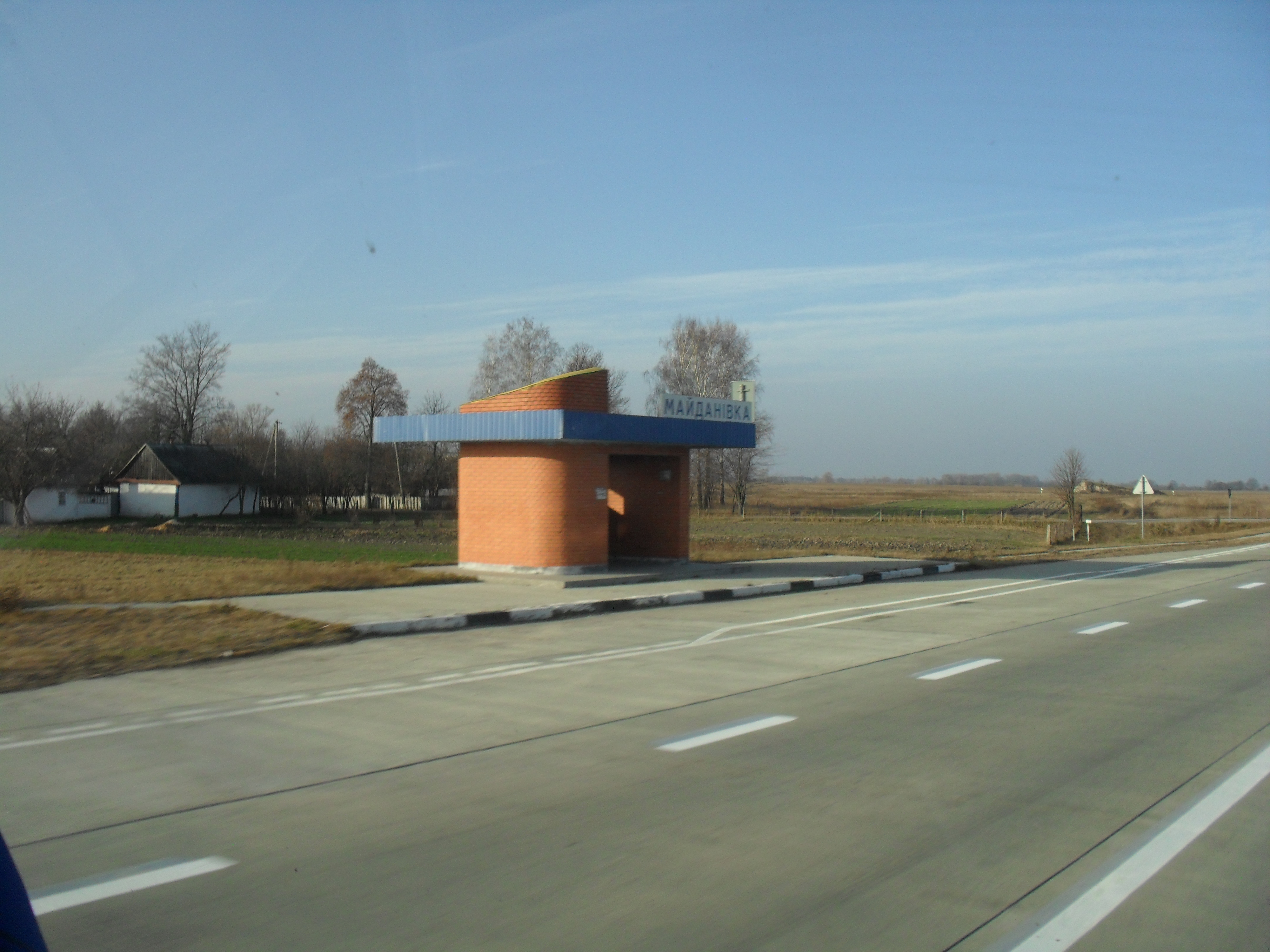
Остановка на автотрассе М 07

.